# Weidendom Schlepzig

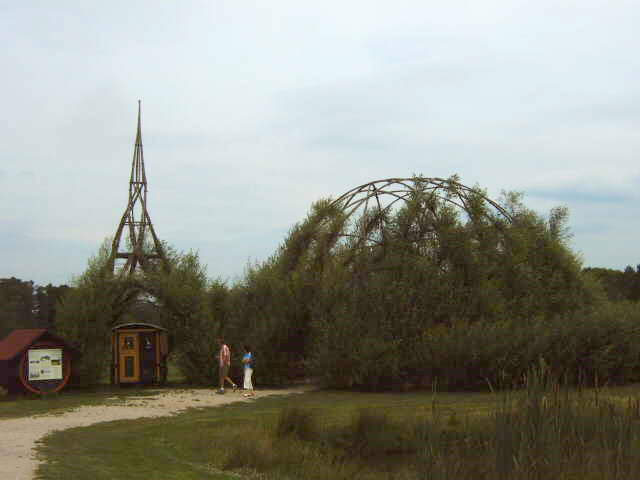
Weidendom Schlepzig im Jahr 2006

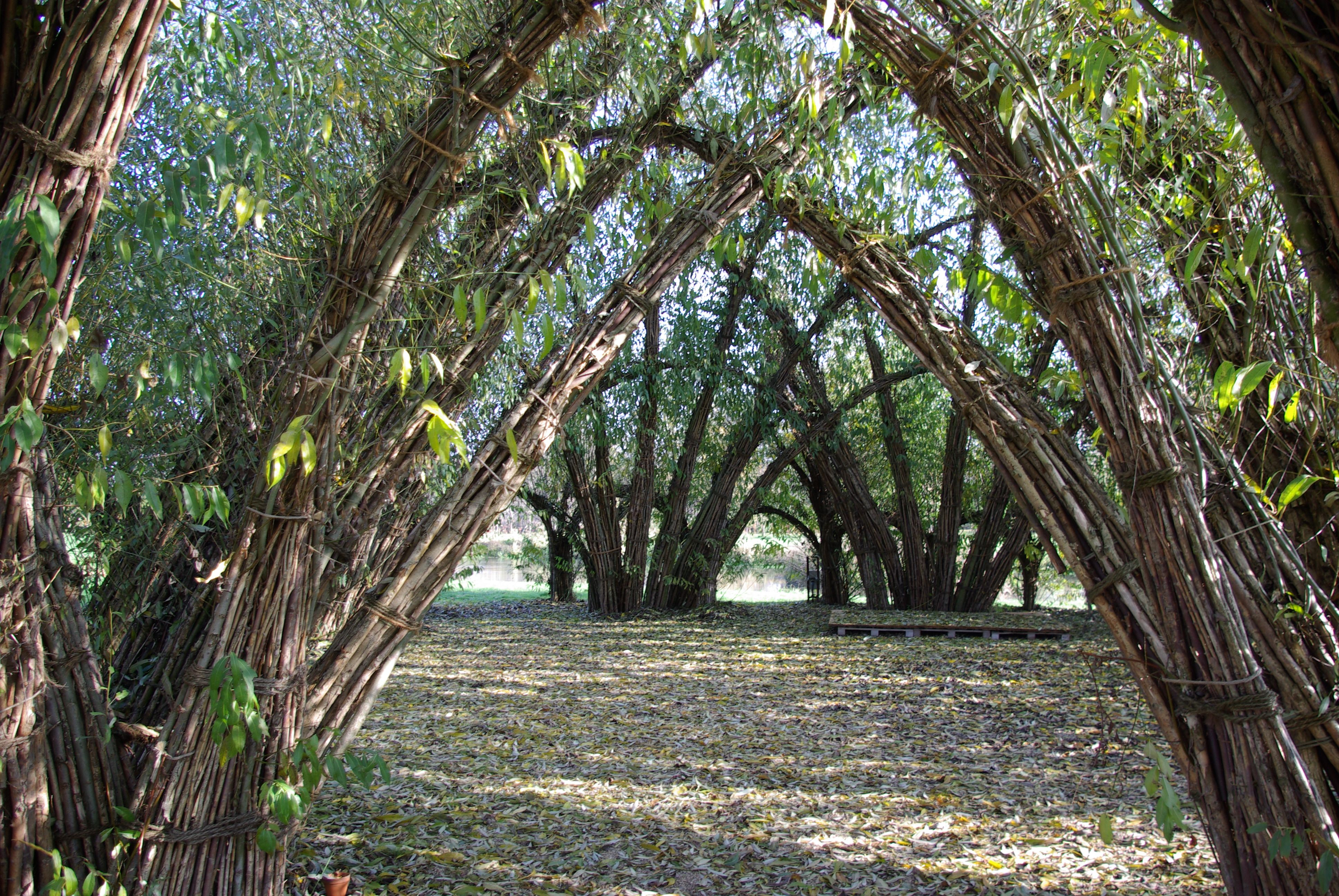
Das Innere des Domes

Der Weidendom Schlepzig ist ein aus lebenden Weiden errichtetes Bauwerk im Brandenburgischen Schlepzig, einem kleinen Dorf nahe Lübben (Spreewald).

## Bau
Der Weidendom steht am Westende des Dorfes nördlich des Spreewaldresort, früher „Landgasthof Zum grünen Strand der Spree“. Der Entwurf erfolgte durch den Schweizer Architekten Marcel Kalberer. Das 2004 entstandene Bauwerk hat eine Breite von 22 Meter und eine Höhe von 11 Metern. Es wurden 200 Kubikmeter Weidenstangen und 840 Meter Stahlrohr sowie zur Befestigung 3000 Meter Seil und 150 Kilogramm Kokosseil verbaut. Baubeginn war am 8. März 2004, die Einweihung erfolgte bereits am 1. Mai desselben Jahres. Beim Bau wurden Weidenbündel entsprechend der Bauzeichnung gepflanzt, geformt und miteinander verbunden. Seit der Fertigstellung wachsen die Weiden weiter und verändern so fortlaufend das Gebäude. Das Projekt wurde mit Mitteln der Gemeinschaftsinitiative Leader plus gefördert.
Im Weidendom befindet sich eine Bühne, die für Veranstaltungen genutzt wird.
Der Architekt schuf andernorts ähnliche Objekte. Gleichfalls im Spreewald befindet sich die Weidenburg – Arena Salix bei Burg.